# Chính biến Thiên Hưng
Chính biến Thiên Hưng là một loạt các sự kiện, trong đó có ba cuộc đảo chính từ tháng 10 năm 1459 đến tháng 6 năm 1460 dưới thời nhà Lê Sơ (1428 - 1527). Khoảng thời gian 8 tháng trên nằm trong niên hiệu Thiên Hưng (1459-1460) của vua Lê Nghi Dân. Hệ quả của sự kiện này là việc vua Lê Thánh Tông lên ngôi sau cái chết của Lê Nghi Dân và sau đó bức tử anh mình là Lê Khắc Xương. Sự kiện này cũng đặt ra nhiều nghi vấn về thân thế của vua Lê Nhân Tông, tính chính thống của Lê Nghi Dân và là vết đen trong sự nghiệp của Lê Thánh Tông.

## Nguyên nhân

### Tranh chấp ngôi Thái tử
Vua Lê Thái Tông mất lúc trẻ, chỉ mới 20 tuổi nhưng nhà vua đã có bốn người con trai trước khi mất. Con lớn nhất là Nghi Dân, con thứ hai là Khắc Xương, con thứ ba là Bang Cơ (Lê Nhân Tông sau này), con thứ tư là Tư Thành (Lê Thánh Tông sau này). Vì các hoàng tử đều còn quá nhỏ (chỉ chênh nhau một vài tuổi) nên việc tranh chấp ngôi thái tử xảy ra giữa các bà phi, vợ vua Thái Tông, trong đó có Nguyễn Thị Anh là mẹ của Bang Cơ.
Lê Nghi Dân sinh vào tháng 10 năm 1439, là con lớn nhất vốn đã được lập làm Thái tử một năm sau đó (1440) dù còn ấu thơ, mẹ là Phi tần Dương Thị Bí, khi đó đang rất được vua sủng ái. Nhưng sau đó vua lại thiên vị Nguyễn Thị Anh. Vì thế, tháng 11 năm 1441 Lê Thái Tông phế ngôi Thái tử của Nghi Dân mà lập Bang Cơ khi đó mới khoảng 6 tháng tuổi. Mẹ của Khắc Xương vốn không được vua sủng ái nên không thể tranh chấp ngôi thái tử. Hoàng tử Lê Nghi Dân được phong Lạng Sơn vương, hoàng tử Lê Khắc Xương làm Tân Bình vương. Cùng thời gian này, Tiệp dư Ngô Thị Ngọc Dao mang thai hoàng tử Lê Tư Thành.
Tháng 8 năm 1442, Lê Thái Tông đột ngột băng ở Lệ Chi Viên, cựu thần Nguyễn Trãi bị vu oan, chịu án tru di tam tộc. Thái tử Bang Cơ khi ấy mới 1 tuổi lên ngôi, tức Lê Nhân Tông, dưới sự bảo trợ của các đại thần là Trịnh Khả, Nguyễn Xí, Lê Thụ, Đinh Liệt, Lê Bôi. Thần phi Nguyễn Thị Anh lên ngôi Thái hậu nhiếp chính.

### Thân thế Lê Nhân Tông
Khi Lê Bang Cơ được lập làm Thái tử, nhiều người trong triều dị nghị rằng, Nguyễn Thị Anh đã có thai trước khi vào cung và Bang Cơ không phải là con vua Thái Tông. Cùng lúc đó, Ngô Thị Ngọc Dao lại có mang sắp sinh. Nguyễn Thị Anh sợ chuyện bại lộ thì con mình sẽ mất ngôi lớn nên tìm cách hại bà Ngọc Dao. Trong khi đó bà Ngọc Dao được vợ chồng Nguyễn Trãi và Nguyễn Thị Lộ hết sức che chở, mang đi nuôi giấu và sinh được hoàng tử Lê Tư Thành năm 1442.
Sau khi Lê Bang Cơ lên ngôi vua, những lời đồn về thân thế của ông vẫn được truyền tụng, việc ngày càng có nhiều người dị nghị về nguồn gốc của Nhân Tông  khiến anh cả là Lạng Sơn vương Lê Nghi Dân, trước đã nuôi lòng oán hận khi bị truất ngôi thái tử, khi biết được điều này đã quyết tâm làm chính biến. Lê Nhân Tông nghĩ Nghi Dân là anh ruột nên không có ý đề phòng gì cả. Thậm chí ngày 3 tháng 1 năm 1456, Lê Nhân Tông cho mời hoàng huynh Nghi Dân vào cùng ngự yến.

## Diễn biến

### Lật đổ Nhân Tông
Đêm ngày 28 tháng 10 năm 1459, Lạng Sơn vương Lê Nghi Dân cùng Lê Đắc Ninh là chỉ huy sứ đội vệ binh trong cung làm nội ứng, cùng các thủ hạ tin cậy là Phạm Đồn, Phan Ban, Trần Lăng và hơn 100 quân (có giả thiết là 300 quân với sự tham gia của Ngô Trang) ban đêm bắc thang chia làm ba đường vào cung cấm, giết chết vua Lê Nhân Tông. Hôm sau thì quân của Nghi Dân truy sát Thái hậu Nguyễn Thị Anh..
Khi biết có biến, viên Hoàng môn (người hầu trong Hoàng cung) là Đào Biểu đã giả mạo làm Lê Nhân Tông, khoác hoàng bào lên long sàng mà nằm. Dù biết không phải vua thật, Nghi Dân vẫn cho giết Đào Biểu luôn.
Lê Nghi Dân xưng làm hoàng đế, đặt niên hiệu là Thiên Hưng, ban chiếu biện hộ cho hành động của mình và tố cáo thân thế của Lê Nhân Tông: 
| “ | Trẫm là con trưởng của Thái Tông Văn Hoàng Đế, trước đây đã được giữ ngôi chính ở Đông cung. Chẳng may Tiên đế đi tuần miền đông, bỗng băng ở bên ngoài. Nguyễn Thái hậu muốn giữ vững quyền vị, ngầm sai nội quan Tạ Thanh dựng Bang Cơ làm đế, bắt Trẫm làm phiên vương. Sau Tạ Thanh tiết lộ việc ấy, lây đến cả Thái úy Trịnh Khả và Tư không Trịnh Khắc Phục, Thái hậu bắt giết cả đi để diệt hết người nói ra. Cho nên từ đó đến giờ, hạn hán sâu bệnh liên tiếp xảy ra, tai dị luôn luôn xuất hiện, đói kém tràn lan, trăm họ cùng khốn. Diên Ninh tự biết mình không phải là con của tiên đế, hơn nữa lòng người ly tán, nên ngày mồng 3, tháng 10 năm nay, đã ra lệnh cho Trẫm lên thay ngôi báu. Trẫm nhờ người trông xuống, tổ tông phù hộ, cùng các vương, đại thần, các quan văn võ trong ngoài đồng lòng suy tôn, xin trẫm nên nối đại thống, hai ba lần khuyên mời, trẫm bất đắc dĩ đã lên ngôi vào ngày mồng 7, tháng 10 năm nay, đổi niên hiệu là Thiên Hưng. | ” |

### Triều đình bất mãn
Sau khi Nghi Dân lên ngôi, ông chủ yếu dùng các thuộc hạ tin cậy của mình làm vây cánh, triệt hạ một số cựu thần thân cận của Lê Nhân Tông, tiến hành thay đổi một số pháp chế ràng buộc, thành lập cơ chế "Lục bộ, Lục khoa" cùng một số chính sách tiến bộ mà triều vua sau vẫn duy trì. Tháng 10 năm 1459 (âm lịch), vua Nghi Dân cử sứ bộ gồm Lê Cảnh Huy, Nguyễn Như Đổ, Hoàng Thanh, Nguyễn Nghiêu Tư sang nhà Minh nộp cống hằng năm và xin bỏ việc mò ngọc trai. Ngày 20 cùng tháng, vua lại cử Trần Phong, Lương Như Hộc, Trần Bá Linh sang nhà Minh cầu phong.
Mặt khác, vua Nghi Dân tiến hành gia phong cho các em mình: Bình Nguyên vương Lê Tư Thành gia phong Gia vương, xây phủ đệ ở bên hữu nội điện cho Gia vương ở, Tân Bình vương Lê Khắc Xương gia phong Cung vương, cả hai đều được đối đãi rất hậu.

Dù vậy, do đa số quan lại trong triều vốn ủng hộ Lê Nhân Tông, nên các hành động của ông không được triều thần ghi nhận và ủng hộ. 
| “ | ....Bấy giờ, Lê Đắc Ninh là Đô chỉ huy giữ cấm binh đương phiên trực, đã không chịu dẫn quân ra trước ngăn giữ, lại đem giúp kẻ phản nghịch. Cho nên Nghi Dân mới tiếm đoạt được ngôi báu, mà các quan văn võ phải nuốt hận ngậm đau, trăm họ bốn phương như mất cha mất mẹ. | ” |

 Lê Nghi Dân bị cáo buộc là tin dùng gian nịnh, giết hại bề tôi cũ, thay đổi pháp chế, không được lòng dân và các đại thần, văn võ. Một nhóm các trọng thần là Lê Ê, Lê Thụ, Đỗ Bí, Lê Ngang muốn binh biến lật đổ vua Lê Nghi Dân nhưng việc bị bại lộ, tất cả đều bị giết

### Lật đổ Nghi Dân
Sau vụ đảo chính không thành của Lê Ê, Nhập nội kiểm hiệu Á thượng hầu là Lê Lăng bàn mưu với Thái bảo Nguyễn Xí và Xa kỵ tổng tri Lê Niệm, Á hầu Lê Nhân Thuận, Quan phục hầu Trịnh Văn Thái, Điện tiền ty đô chỉ huy Nguyễn Đức Trung lật đổ Nghi Dân lần nữa. Ngày 6 tháng 6 âm lịch năm 1460, Lê Lăng, Nguyễn Xí phát động binh biến, chém bầy tôi thân cận của Nghi Dân là Phạm Đồn, Phan Ban ở nghị sự đường, nắm lấy cấm binh, đóng chặt cửa thành, sai Lê Ninh Thuận bắt vây cánh của vua Thiên Hưng hơn 100 người. Sau đó các đại thần giáng Nghi Dân làm Lệ Đức hầu. Lê Lăng cầm giải lụa đến chỗ Lệ Đức hầu bắt phải tự thắt cổ chết.

## Hệ quả

### Lê Thánh Tông lên ngôi
Các đại thần bàn việc lập vua mới, lựa chọn giữa hai hoàng tử Cung vương Lê Khắc Xương và Gia vương Lê Tư Thành. Lê Lăng bàn rằng nên lập Khắc Xương, trong khi Nguyễn Xí bàn nên lập Tư Thành. Tuy nhiên khi mọi người đến rước, Cung vương Khắc Xương một mực từ chối không nhận ngôi vua. Các đại thần quyết định lập Gia vương Tư Thành. Hoàng tử Tư Thành được lên ngôi, tức là vua Lê Thánh Tông.
Ngày 8 tháng 6, Gia vương Lê Tư Thành lên ngôi ở điện Tường Quang, tức vua Lê Thánh Tông, đổi niên hiệu là Quang Thuận, ban lệnh đại xá
Với những người thực hiện đảo chính Lê Nghi Dân thành công để đưa Lê Thánh Tông lên ngôi như Nguyễn Xí, Đinh Liệt, Lê Niệm,... đều được phong thưởng. Nhưng với những người tham gia vụ đảo chính Nghi Dân trước đó bị thất bại và bị Nghi Dân giết như Lê Ê, Lê Thụ, Đỗ Bí, Lê Ngang, khi Nguyễn Xí đề nghị truy phong tiết liệt cho họ thì Lê Thánh Tông không chấp thuận, ngược lại còn coi việc họ binh biến thất bại như tội thần:
| “ | Đã xem hết tờ tâu, trong ấy có xin cho bọn Lê Ê, Lê Thụ, Đỗ Bí, Lê Ngang theo như lệ công thần đã mất, nhưng câu ấy còn có thể bẻ lại được, là vì khoảng năm Diên Ninh, Đỗ Bí, Lê Ê ở chức cao nhất vào hàng tể thần; Lê Ngang, Lê Thụ tay cầm cấm quân, giữ việc an nguy, đáng lẽ phải dẹp yên giặc loạn, chuyển nguy thành an mới phải, thế mà chỉ biết sắp gà vào trong nồi mà để cá kình lọt ra ngoài lưới. Đến sau mưu việc không kín, đến nỗi phải phơi thây ở bên đường. Đó lại thêm một tội khác trong các tội của bọn Bí, Ngang, có khác gì tội giết vua của Triệu Thuẫn ngày xưa, sau được để cùng với những công thần đã mất? | ” |

### Cái chết của Lê Lăng
Lê Thánh Tông lên ngôi, xét công phò lập của các đại thần, Lê Lăng được phong làm Thái úy. Sau đó có người nói với Thánh Tông việc chủ ý trước đây của Lê Lăng muốn lập Cung vương Khắc Xương. Vì vậy Thánh Tông cảm thấy ghét và có ý muốn hại Lê Lăng. Lê Lăng nắm quyền phụ chính trong triều, tính tình cứng cỏi càng khiến Thánh Tông e ngại, nói với các cận thần: Ta thấy Thái uý trong lòng thường sợ sệt. Lê Thánh Tông muốn nhân đó để lập thành tội trạng, kết án ông nhưng trong triều đình nhiều người không phục và không tán thành.
Tháng 8 năm 1462, Thánh Tông bèn tự tay viết tờ chiếu, ra lệnh cho Thái bảo Nguyễn Lỗi và một số người cùng cánh làm ra tờ tội trạng, tố cáo Lê Lăng với Đỗ Công Thích ngầm mưu làm phản, lại tố cáo cả một đại thần tham gia binh biến lật đổ Nghi Dân khác là Lê Nhân Thuận lập bè đảng che mắt vua. Thánh Tông căn cứ vào tờ tố cáo đó kết án xử tử Lê Lăng và những người bị tố cáo khác. Lê Lăng bị xử tử, gia sản bị tịch thu. Mọi người trong triều đều cho là ông bị oan nhưng không ai dám nói ra. Sau nhiều năm, Lê Lăng không được minh oan hay đại xá như các đại thần bị hại đời trước như Phạm Văn Xảo, Trần Nguyên Hãn, Nguyễn Trãi, Lê Sát, Lê Ngân, Trịnh Khả. Theo Đại Việt thông sử, cho đến cuối thời Hậu Lê, cháu xa đời của Lê Lăng là Lê Diễn vẫn chỉ đang "đợi duyệt để lục dụng".
Một số cựu thần của Nghi Dân cũng bị Lê Thánh Tông nghi kỵ và dần phế bỏ: Hoàng Thanh chết năm 1463 nhưng không được truy tặng vinh dự, Lương Như Hộc bị bắt giam vào năm 1467 với cớ là tiến cử người không có tài., Nguyễn Nghiêu Tư bị đổ oan tội loạn luân (thông dâm với mẹ vợ), bị ô danh và không còn ghi chép gì sau khi Thánh Tông lên ngôi, Nguyễn Như Đổ năm 1470 tham gia phạt Chiêm không rõ lý do gì bị khiển trách giáng chức, Trần Phong nhiều lần bị nghi kỵ và bị xử chém năm 1485,...

### Thánh Tông bức tử anh
Lê Thánh Tông sau đó còn vì lời gièm pha và e ngại giẫm vào vết xe đổ của Lê Nghi Dân nên luôn nghi kỵ, xa lánh Cung vương Lê Khắc Xương. Sau khi giết Lê Lăng vào năm 1462, thì đến năm 1467, lấy cớ là có người tố cáo Cung vương mưu phản. Lê Thánh Tông lập tức cho người bắt giam. Cung vương Lê Khắc Xương uất ức, lo nghĩ, chết trong tù. Việc Lê Thánh Tông bức tử anh trai Lê Khắc Xương, người đã từ chối cơ hội làm vua để nhường cho mình được nhiều người nhận định rằng là lấy oán báo ơn.

Năm 1479, Lê Thánh Tông đã ban chiếu minh oan cho quan Nhập nội hành khiển Nguyễn Trãi và Gián quan Ngự sử Bùi Cầm Hổ (vì vụ án Lệ Chi Viên). Trong chiếu có đoạn: 
| “ | Ngự sử công Bùi Cầm Hổ thực là Đại thần trung liệt đã đùm bọc và nuôi dạy Tiên đế ta từ thuở ấu thơ. Nay được đèn trời soi tỏ đức hạnh của người sáng như sao Khuê. Từ nay huynh Vương được đặc ân mang họ Bùi để mãi mãi tỏ rõ lòng ân quốc tính của Tiên Đế đối với dòng dõi người oan khuất. | ” |

 Lấy cớ đó, con trai của Lê Khắc Xương là Lê Chân (tức Lê Thủ Chân) được ban "đặc ân" cho theo họ Bùi bên ngoại (mẹ của Khắc Xương là Bùi quý nhân, con gái Bùi Cầm Hổ).
Về sau, một người cháu của Lê Khắc Xương là Lê Lộc được khôi phục quốc tính, phong tước Tĩnh Tu công. Lê Lộc có hai người con trai là Lê Bảng và Lê Do. Tháng 9 năm 1518, nhân biến loạn dưới triều Lê Chiêu Tông (cháu nội của Lê Thánh Tông), Vĩnh Hưng hầu Trịnh Tuy cùng văn thần Nguyễn Sư lập Lê Bảng làm vua, đặt niên hiệu Đại Đức. Đến tháng 3 năm 1519, Trịnh Tuy phế truất Lê Bảng và lập Lê Do lên làm vua, đổi niên hiệu là Thiên Hiến. Triều đình Lê Bảng, Lê Do làm hành diện ở xã Do Nha, huyện Từ Liêm, dụ được các tướng Nguyễn Kính, Nguyễn Áng theo chống lại triều đình Lê Chiêu Tông. Tháng 7 năm 1519, tướng Mạc Đăng Dung vây huyện Từ Liêm, bắt được Lê Do và Nguyễn Sư, giải về giết chết.
Con cháu của Lê Chân là Bùi Hoằng và Bùi Văn Khuê làm quan cho nhà Mạc, tiếp tục chống lại triều đình Hậu Lê. Bùi Hoằng có công ổn định tình hình ngoại giao, được ban tước An Thủy bá, truy tôn chữ "Thủ" cho hai vị tổ (Lê Chân được truy tôn thành Lê Thủ Chân). Bùi Văn Khuê làm tướng thủy quân nhà Mạc, lập nhiều chiến công chống Lê. Sau vì vua Mạc Mậu Hợp thấy vợ của Văn Khuê là Nguyễn Thị Niên có sắc đẹp, ngầm mưu dụ giết để cướp vợ, Bùi Văn Khuê mới bỏ Mạc theo Lê. Cuối cùng Bùi Văn Khuê lại theo về nhà Mạc, bị chết dưới tay Phan Ngạn.

## Nhận định
Lê Thánh Tông được xem là vị vua vĩ đại nhất trong lịch sử Việt Nam, dưới sự cai trị của ông, nhà Hậu Lê đã đạt tới những đỉnh cao của sự phát triển quốc gia. Tuy nhiên, việc hà khắc với vua anh Lê Nghi Dân và bức tử anh trai Lê Khắc Xương cùng công thần Lê Lăng vẫn được xem là vết nhơ trong sự nghiệp của ông. Đại Việt sử ký toàn thư nhận xét: 
| “ | Nhưng công trình thổ mộc vượt quá quy mô xưa, tình nghĩa anh em thiếu hẳn lòng nhân ái. Đó là chỗ kém vậy. | ” |

Theo một số học giả, cuộc chính biến Thiên Hưng là hệ quả của cuộc khủng hoảng chính trị trong 30 năm đầu triều Lê. Trong thời gian này, rất nhiều các vị công thần có đóng góp trong cuộc chiến tranh giải phóng dân tộc chống quân Minh đã bị giết hại. Triều đình nhà Lê dưới thời Lê Thánh Tông dần đi vào ổn định và có sự phát triển rực rỡ. Tuy nhiên, năm 1497, Lê Thánh Tông trong lúc mắc bệnh nặng đã bị Trường Lạc hoàng hậu (con gái của đại thần Nguyễn Đức Trung tham gia cuộc đảo chính năm 1460) ngầm hạ độc khiến bệnh nặng thêm rồi mất. Vị vua kế nhiệm Lê Hiến Tông cũng chết vì ham nữ sắc sau 7 năm cai trị. Kế nhiệm Lê Hiến Tông là Lê Túc Tông, chết bệnh sau chưa đầy một năm lên ngôi vua, dẫn tới cuộc khủng hoảng của nhà Lê khi mà Lê Thánh Tông chết chưa tới mười năm.